# Cole og Dylan Sprouse
Cole Mitchell Sprouse og Dylan Thomas Sprouse (født 4. august 1992) er énæggede tvillinger og begge amerikanske skuespillere. De er kendt for deres optrædener i tv-serien Venner, som Ross' søn Ben (dog kun Cole), i filmen Big Daddy og i deres egen tv-serie på Disney Channel Zack og Codys Søde Hotelliv. Denne serie blev en kæmpe succes og de er flere gange blevet kaldt "hjerteknusere" af seriens publikum.
Cole er kærester med Lili Reinhart.

## Biografi

### Opvækst
Dylan og Cole blev født 4. august 1992 i Arezzo, Toscana, Italien som sønner af amerikanerne Melanie og Matthew Sprouse, der på det her tidspunkt, underviste i engelsk i en italiensk skole. Dylan er den ældste tvilling, da han er 15 minutter ældre end Cole. Dylan er opkaldt efter digteren Dylan Thomas, mens Cole er opkaldt efter jazzsangeren og pianisten Nat King Cole. Da Dylan og Cole var 4 måneder, rejste de og deres forældre tilbage til USA, og de blev opdraget af deres forældre i Long Beach, Californien. Da de var omkring 5 år, blev deres forældre skilt. 

### Karriere
Efter at være blevet foreslået af deres bedstemor, Jonine Booth Wright, som var en drama og skuespiller, begyndte tvillingerne i alderen af 6 måneder deres skuespilskarriere i en reklame for toiletpapir, hvor de skiftedes til at være på, nogle sekunder af gangen. Som andre enæggede tvillinge-skuespillere, spiller de tit den samme rolle. Efter deres reklamerolle fik de, igen i alderen af 6 måneder, rollen som Patrick Kelly i ABC-TV serie Grace Under Fire fra 1993 til 1998.
I 1999, i alderen af 7 år, fik de deres filmdebut i filmen Big Daddy, hvor de delte rollen som den 5-årige 'Julian', som bliver adopteret af Adam Sandlers rolle 'Sonny Koufax'. Det år sang tvillingerne, sammen med Adam Sandler, med på den anden og tredje version af The Chanukah Song (Dylan og The Drei-Dels i del 3 og Cole i del 2), også havde tvillingerne en mindre rolle i thrilleren The Astronaut's Wife. Tvillingerne er efter Big Daddys premiere, blevet noteret for at have en sløv periode i deres karrierer og fik ikke nogen større roller i noget tid.
I starten af 2000'erne, var tvillingerne med i nogle episoder af The Nightmare Room og That '70s Show, ligesom en episode i MADtv: Season Four (1998-1999) (episode #425) og filmen The Master of Disguise og havde en voice-over rolle i Adam Sandler's Eight Crazy Nights. I 2001, var Cole med i nogle episoder af tv-serien Venner, som Ross Gellers søn Ben. Mange tror, at det var en delt rolle, men på deres hjemmeside og på andre internetsider, står det, at Dylan ikke var med i nogen episoder af serien.  
Mellem 2002 og 2003, var begge drenge med i I Saw Mommy Kissing Santa Claus og Just for Kicks, begge var familiefilm, der var direkte-til-video film.
Tvillingerne havde nu fået rollerne som tvillingerne Zack (Dylan) og Cody (Cole) Martin, i Disney Channels serie Zack og Codys Søde Hotelliv. Serien, som havde premiere i marts 2005, blev hurtig en seer-magnet og har gjort tvillingerne kendt blandt seriens pre-teen og teenager-publikum. Som en del af deres arbejde med Disney, er brødrene nu del af en 11-mandsgruppe, "Disney Channel Circle of Stars", og sang sangen "A Dream is a Wish Your Heart Makes" sammen med de andre medlemmer af kredsen, til en DVD der blev udgivet, som bonusmateriale i "speciel edition"-udgaven af Disney-film Askepot. Tvllingerne har deltaget i "Disney Channel Games", siden 2006.
Tvillingerne spillede rollen som Jeremiah, i den selvstændige film The Heart Is Deceitful Above All Things, som blev produceret i 2004, men blev vist i biograferne før marts 2006, hvor den kun spillede i 3 biografer over hele USA og tjente kun $29.000 i alt. I november 2006, begyndte de optagelserne til Sony Pictures-filmen The Prince and the Pauper, som også har Sally Kellerman, Ed Lauter og Dedee Pfeiffer på skuespilslisten, i Palm Beach, Florida; optagelserne begyndte i oktober og sluttede i december. The Prince and the Pauper kom ud på DVD den 5. februar 2008. 
De har også lagt stemme til nogle roller i filmen Holidaze: The Christmas That Almost Didn't Happen, hvor Disney Channel-kollegerne Brenda Song og Emily Osment også er med.
Sidst i november 2007, begyndte de optagelserne til en ny film, Kings of Appletown, som er baseret på Tom Sawyer. Den er instrueret af Bobby Moresco og skrevet af Amanda Moresco. I filmen medvirker Victoria Justice fra Nickelodeons Zoey 101. Filmen bliver filmet i New Braunfels, Texas og forventes at have premiere omkring jul 2008. Dylan lægger også stemme til Shasta i Disneys "Snow Buddies".

### "Sprouse Bros."
I september 2005, skrev tvillingerne under på en kontrakt med "Dualstar Entertainment" til at skabe en ny reklameforretning, med navnet "Sprouse Bros", som skulle indeholde DVD-film, cd'er, tøj, sportsudstyr, videospil, ringetoner og deodoranter, til deres pre-teen- og teen-publikum. Dualstar har arbejdet sammen med "Leisure Publishing LLC" om at skabe et blad, "Sprouse Bros. Code", hvis målgruppe er drenge fra 8-14 år, med en guide om nuværende trends af tvillingerne; Cole har udtalt at bladet skal appellere til "folk på vores alder og drenge. Vi vil ikke have det for piget", mens Dylan har sagt, det vil have "noget til alle". Det første nummer, udkom den 18. juli 2006.
I september 2006, blev tvillingerne, præsenteret af "Dualstar Entertainment", til at underskrive en bog-kontrakt med Simon Spotlight, et udgivelsesfirma, til at udgive en spion-bogsserie, med "Sprouse Bros."-forretningen. Bogserien, blev var klar til udgivelse i sommeren 2007, er blevet beskrevet af udgiveren og han siger: "unge James Bonds eller undercoveragenter".
I juni 2007, udgav "Simon & Schuster Inc." de 2 første bøger af tvillingerne bogserie "47 R.O.N.I.N.". Serien handler om de 15-årige tvillingebrødre Tom og Mitch (tvillingernes mellemnavne), som finder ud af at deres far og deres live-in butler er medlem af en kriminalitet-modstandsbevægelse, R.O.N.I.N., som går helt tilbage til fortidens Japan; at deres far er i fare, og at de lige er blevet rekrutteret til slutte sig til deres fars klan.

### Privat
Dylan har udtalt, at oplevelsen med at blive kendt efter successen fra Zack og Codys Søde Hotelliv er "lidt uhyggeligt, og hvor hurtigt det er gået. For bare 1 år siden, var intet af dette sket, vi levede bare det "Søde Liv" og nu kan jeg ikke vente til der sker noget nyt"  Mens de filmede Zack og Codys Søde Hotelliv, fik de begge tre timers skoleundervisning hver dag og siger, at de var præcis som at være i en rigtig skole.
I 2006, kunne tvillingerne godt lide at skateboarde, snowboarde, surfe, at spille basketball og køre motocross, men også at arbejde på deres lille tegneserie, The Adventures of Tibblebu and Thumbin, som er baseret på et af Coles tøjdyr.
Dylan kan bedst lide fysik, hader matematik og nyder at spille videospillene Super Smash Bros. Melee og Super Smash Bros. Brawl; hans yndlingsfilm er Napoleon Dynamite. Coles yndlingsfag i skolen er matematik og fysik; han udnævner The Legend of Zelda: Ocarina of Time som hans yndlingsvideospil og  Forrest Gump og Godzilla som hans yndlingsfilm. Tvillingerne har en hund, der hedder Bubba, og deres fælles yndlingsskuespiller og medskuespiller er Adam Sandler.
Ifølge et interview foretaget i maj 2006 af bladet "Mad Kids", kan tvillingerne ikke tale italiensk, selvom der står på forskellige internetsider og på "Internet Movie Database", kan tvillingerne altså ikke tale italiensk.
Dylan siger: "...Jeg kan ikke rigtig sige noget på italiensk, bortset fra "spaghetti", "italiensk is" (Mums!) og "Ferrari".
Cole siger: "Jeg kan ikke sige noget på italiensk. Jo, måske: "Pizza, per favore".

## Filmografi
| År        | Titel                                           | Dylans rolle                  | Coles rolle                   |                 |
| --------- | ----------------------------------------------- | ----------------------------- | ----------------------------- | --------------- |
| 1997      | Friends                                         |                               | Ben                           | Tv-serie        |
| 1997      | Det søde liv til søs                            | Zack Martin                   | Cody Martin                   | Tv-serie        |
| 1997      | Disney Channel Games 2008                       | Sig selv "Grønt hold"-medlem  | Sig selv "Blåt hold"-medlem   |                 |
| 1997      | Snowbuddies                                     | Shasta                        | Shasta                        | Stemme          |
|           | The Kings of Appletown                          | Will                          | Clayton                       |                 |
| 2007      | Disney Channel Games 2007                       | Sig selv "Grønt hold"-kaptajn | Sig selv "Blåt hold"-medlem   |                 |
| 2007      | A Modern Twain Story: The Prince and The Pauper | Tom Canty                     | Eddie Tudor                   |                 |
| 2006      | Kejserens nye skole                             | Zam                           | Zim                           | Stemmer         |
| 2006      | Disney Channel Games 2006                       | Sig selv "Rødt hold"-medlem   | Sig selv "Blåt hold"-medlem   |                 |
| 2006      | That's So Suite Life of Hannah Montana          | Zack Martin                   | Cody Martin                   | Specialt afsnit |
| 2005-2008 | Zack og Codys Søde Hotelliv                     | Zack Martin                   | Cody Martin                   | Tv-serie        |
| 2004      | The Heart Is Deceitful Above All Things         | Ældre Jeremiah                | Ældre Jeremiah                |                 |
| 2003      | Apple Jack                                      | Jack Pyne                     | Jack Pyne                     |                 |
| 2003      | Just for Kicks                                  | Dylan Martin                  | Cole Martin                   |                 |
| 2002      | I Saw Mommy Kissing Santa Claus                 | Justin Carver                 | Justin Carver                 |                 |
| 2002      | Eight Crazy Nights                              | K-B Toys Soldier              | K-B Toys Soldier              |                 |
| 2002      | The Master of Disguise                          | Ung Pistachio Disguisey       | Ung Pistachio Disguisey       |                 |
| 2001      | Diary of a Sex Addict                           | Sammy Jr.                     | Sammy Jr.                     |                 |
| 2001      | The Nightmare Room                              | Buddy                         | Buddy                         | Tv-serie        |
| 2001      | Venner                                          |                               | Ben Geller                    | Tv-serie        |
| 2001      | I Saw Mommy Kissing Santa Claus                 | Justin Carver                 | Justin Carver                 |                 |
| 1999      | The Astronaut's Wife                            | Tvilling                      | Tvilling                      |                 |
| 1999      | Big Daddy                                       | Julian 'Frankenstein' McGrath | Julian 'Frankenstein' McGrath |                 |
| 1993-1998 | Grace under Fire                                | Patrick Kelly                 | Patrick Kelly                 | Tv-serie        |
| 2017 - Nu | Riverdale                                       |                               | Jughead                       | Tv-serie        |

### Nomineringer

#### Begge drenge
Blockbuster Entertainment Awards
- 2000: Nomineret: "Favorite Supporting Actor – Comedy" for: Big Daddy

Kids' Choice Awards
- 2008: Vundet: "Blimp Award Favorite Television Actor" for: Zack og Codys Søde Hotelliv

MTV Movie Awards
- 2000: Nomineret: "Best On-Screen Duo" for: Big Daddy – Delt med Adam Sandler

Young Artist Awards
- 2000: Nomineret: "Best Performance in a Feature Film – Young Actor Age Ten or Under" for: Big Daddy
- 2006: Nomineret: "Best Performance in a TV Series (Comedy or Drama) – Leading Young Actor" for: Zack og Codys Søde Hotelliv
- 2007: Nomineret: "Best Performance in a TV Series (Comedy or Drama) – Leading Young Actor" for: Zack og Codys Søde Hotelliv

YoungStar Awards
- 1999: Nomineret: "Best Performance by a Young Actor in a Comedy Film" for: Big Daddy

#### Cole
- 2007: Nomineret: "Blimp Award Favorite Television Actor" for: Zack og Codys Søde Hotelliv

## Eksterne links
- Sprouse Bros. Arkiveret 7. oktober 2007 hos  Wayback Machine – Official website
- Cole Sprouse på Internet Movie Database (engelsk)
- Dylan Sprouse på Internet Movie Database (engelsk)